# Ferrimaroc
Ferrimaroc es un transportista marítimo español que cubre la línea marítima entre España y la región nororiental de Marruecos, ofreciendo un servicio regular durante todo el año. En periodo estival, de gran afluencia, parten hasta 20 navíos semanales para cada trayecto Almería-Nador.
El primer ferry que entró en servicio fue el Scirocco, antes de la adquisición en junio de 1997 del Mistral Express, de mayor capacidad. Más de 650.000 pasajeros y 150.000 vehículos realizan la travesía entre ambas ciudades anualmente. Esto no sólo favorece los vínculos entre la península ibérica y el noreste de Marruecos, sino que ha permitido asimismo el desarrollo de los puertos de Almería y Nador.

## La flota
La compañía trabaja actualmernte con el ferry «Sherbatskiy».

## Rutas
- España Almería -  Marruecos Nador